# Rivière Massawippi

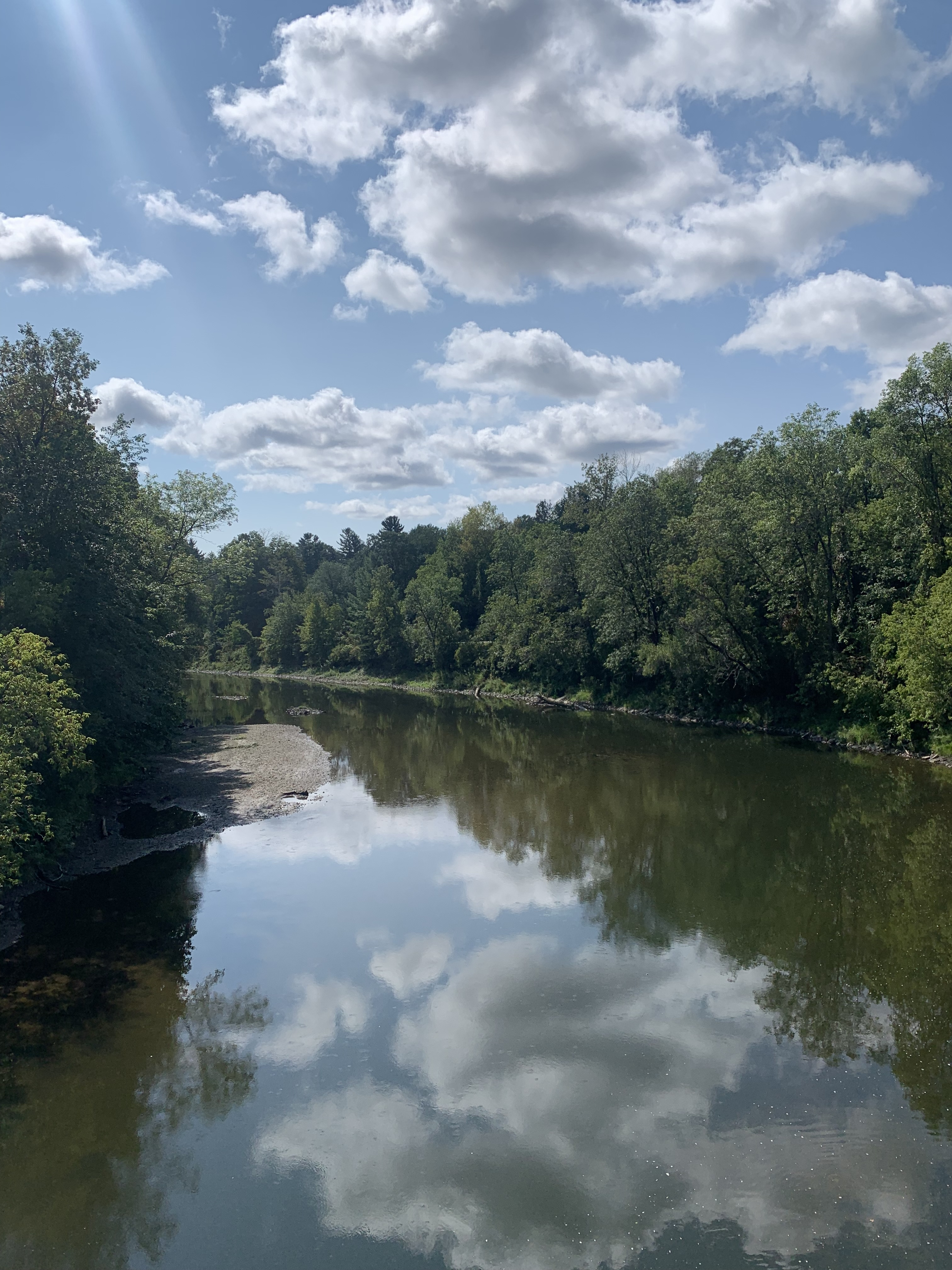
Rivière Massawippi dans la région de Lennoxville

La rivière Massawippi est une rivière coulant dans le territoire de North Hatley (MRC de Memphrémagog) et de la ville de Sherbrooke, dans la région administrative de l'Estrie, au Québec, au Canada. Cette rivière est un affluent de la rivière Saint-François laquelle coule vers le nord jusqu'à la rive sud du fleuve Saint-Laurent.

## Toponymie
Le hameau de Massawippi a été fondé vers 1800 par des Loyalistes. Massawippi pourrait venir du terme algonquin nasawipi qui signifie « entre les eaux ». Nasaw pour entre (ou milieu) et nipi pour eau. Le terme pourrait également provenir des Abénaquis et signifierait « beaucoup d'eau claire ». Bien que les deux versions puissent être possibles, plusieurs endroits dans la région portent comme nom des termes employés par le Abénaquis comme Magog, Memphrémagog, Coaticook et Mégantic.

## Géographie

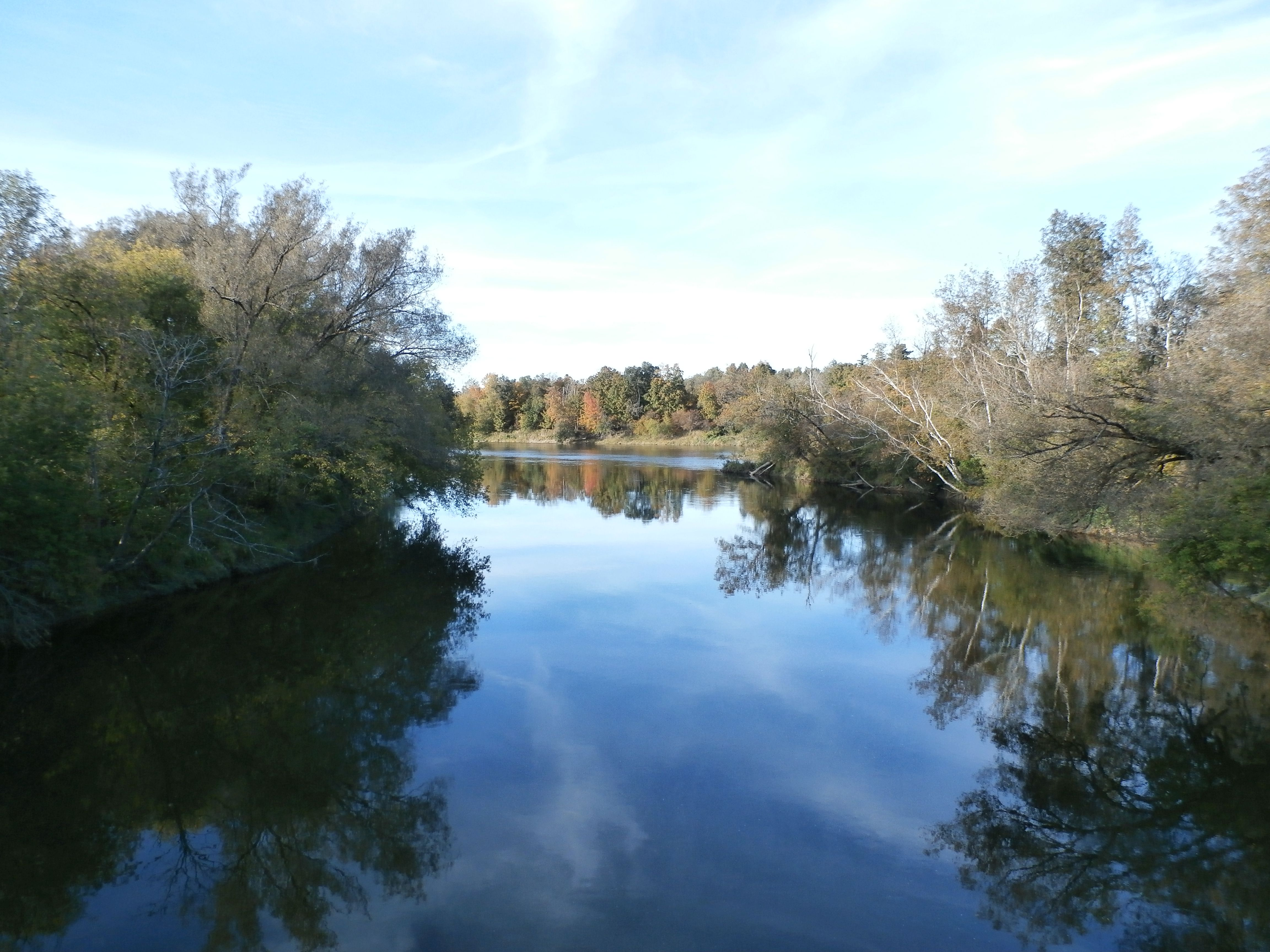
Rivière Massawipi à la confluence de la rivière Saint-François. Ancien nom: Petite Fourche (Little Forks).

La rivière Massawippi prend ses origines dans le lac Massawippi à North Hatley. À partir du pont de North Hatley à l'embouchure du lac Massawippi, cette rivière coule sur 19,0 km, avec une dénivellation de 10 m selon les segments suivants:
- 1,2 km vers le nord-est jusqu'au barrage de North Hatley qui est situé face au hameau de Reidville;
- 9,2 km vers le nord-est en formant une courbe vers l'est, puis un crochet vers le nord-ouest, en recueillant le ruisseau Eustis (venant de l'ouest), jusqu'à la confluence de la rivière Coaticook (venant de l'est);
- 6,6 km vers le nord, en recueillant le ruisseau Jack (venant du nord-ouest) et la rivière Eaton (venant du sud-est), jusqu'à son embouchure.
- 2,0 km vers le nord en passant sous la route 108, sous le pont ferroviaire, jusqu'à son embouchure située dans le quartier Lennoxville de la ville de Sherbrooke. Elle se déverse dans la rivière Saint-François à cet endroit.

Le confluent de la rivière avec le Saint-François était appelé “petite fourche” (little fork) par les Abénaquis, les missionnaires français et les premiers colons, avant d'être connu sous le nom de Lennoxville.

## Tourisme
Une ancienne voie ferrée, transformée en piste cyclable, longe la rivière Massawippi. La piste cyclable fait partie de la route Verte.